# جوزيف دانييل
جوزيف دانييل (بالإنجليزية: Josephus Daniels)‏ (و. 1862 – 1948 م) هو دبلوماسي من الولايات المتحدة الأمريكية ولد في واشنطن، كارولاينا الشمالية.
تولى منصب الأمين العام .وهو عضو في الحزب الديمقراطي الأمريكي .

## التعليم
تعلم في جامعة ديوك، وجامعة ولاية كارولينا الشمالية في تشابل هيل.

## روابط خارجية
- جوزيف دانييل على موقع الموسوعة البريطانية (الإنجليزية)
- جوزيف دانييل على موقع إن إن دي بي (الإنجليزية)